# 砂川雄峻

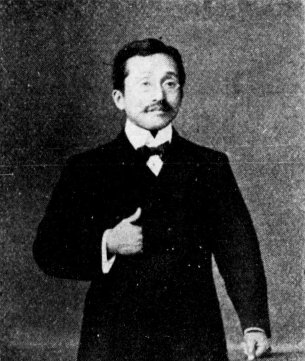
砂川雄峻

砂川 雄峻（すながわ かつたか、1860年3月2日（安政7年2月10日） - 1933年（昭和8年）4月15日）は、日本の衆議院議員（憲政本党）、弁護士。

## 経歴
播磨国飾東郡姫路（現兵庫県姫路市）で、姫路藩士砂川貫一郎の二男として生まれる。1882年（明治15年）、東京大学を卒業した。同年の東京専門学校（後の早稲田大学）の創設にあたっては、創立委員として小野梓や高田早苗などと共に大隈重信を支え、最初は講師を務め、後には評議員・維持員を務めた。その後、大阪で弁護士として活動し、大阪弁護士会長も務めた。さらに関西法律学校（後の関西大学）の講師となり、後に監事、主席理事を歴任した。
また1887年（明治20年）より大阪府会議員を務め、議長にも選出された。1902年（明治35年）、第7回衆議院議員総選挙に出馬し、当選を果たした。
その他に大阪商業会議所特別会員となった。

## おもな著書
- 『英米契約法』 上 （東洋館書店、1883年）
- 『法曹紙屑籠』 （藤原喜一、1918年）